# Vitali Daraselia
Vitali Daraselia (en géorgien : ვიტალი დარასელია), né le 9 octobre 1957 et mort le 13 décembre 1982, est un footballeur géorgien, international soviétique.

## Biographie
Né d'un père géorgien et d'une mère abkhaze, Daraselia porte les maillots du FC Dinamo Tbilisi et de l'équipe d'Union soviétique. 
Daraselia inscrit notamment le but vainqueur du FC Dinamo Tbilisi en finale de la Coupe d'Europe des vainqueurs de coupe de 1981, à seulement une poignée de minutes de la fin du match. 
L'année suivante, il participe avec l'équipe nationale à la Coupe du monde 1982, compétition lors de laquelle il joue quatre matchs : contre le Brésil, la Nouvelle-Zélande, la Belgique, et enfin la Pologne. 
En décembre 1982, il meurt dans un accident de voiture, âgé de seulement 25 ans. Son compteur reste bloqué à 22 sélections en équipe d'Union soviétique, pour 3 buts inscrits.
Avec l'équipe du Dinamo Tbilisi, il aura disputé quatre matchs en Coupe d'Europe des clubs champions, et 192 matchs en championnat, pour 26 buts inscrits.
Son fils, Vitali Daraselia Jr (en), devient à son tour joueur de football (il est international géorgien dans les années 2000). Il porte le nom de son père car peu avant sa naissance, lors d'un match du Dinamo Tbilisi face au SSC Naples en Italie en septembre 1978, Vitali promet à ses coéquipiers qu'il nommera son fils comme le premier buteur de l'équipe, avant qu'il ne marque lui-même.

## Hommage
Le stade de la ville natale de Daraselia, Ochamchire en Abkhazie, porte son nom.

## Palmarès
Dinamo Tbilissi
- Vainqueur de la Coupe des vainqueurs de coupe en 1981.
- Champion d'Union soviétique en 1978.
- Vainqueur de la Coupe d'Union soviétique en 1979.

 Union soviétique
- Champion d'Europe espoirs en 1980.